# كتوفة (حجر الصيعر)
كتوفة هي إحدى قرى عزلة حجر الصيعر بمديرية حجر الصيعر التابعة إلى لمحافظة حضرموت، بلغ تعداد سكانها 7 نسمة حسب تعداد اليمن لعام 2004.